# Stazione di Atena Lucana (FCL)
La stazione di Atena Lucana era la stazione ferroviaria terminale delle ferrovia Atena Lucana - Marsico Nuovo, a scartamento ridotto e gestita dalle Ferrovie Calabro Lucane: la stazione porta lo stesso nome della stazione di Atena gestita da Rete Ferroviaria Italiana e ubicata sulla linea Sicignano degli Alburni - Lagonegro. Inoltre la linea avrebbe anche dovuto proseguire da Marsico Nuovo fino a Potenza.

## Storia
La stazione di Atena Lucana venne inaugurata insieme alla linea per Marsico Nuovo nel 1931 e rappresentava il capolinea della ferrovia nonché il punto in cui la linea si sarebbe dovuto unire, tramite l'aggiunta di una terza rotaia alla ferrovia FS per proseguire fino a Lagonegro da dove poi avrebbe proseguito lungo la linea per Spezzano Albanese. Nonostante la stazione si trova nella frazione di Atena Scalo gli venne dato il nome di Atena Lucana, mentre quella che si trovava nel centro della città chiamata Atena Lucana Centro.
Il 20 marzo 1966 la linea venne interrotta da una frana, ottimo pretesto per portarla alla chiusura, visto anche il traffico scarsissimo: naturalmente insieme alla ferrovia chiuse anche la stazione.

## Strutture e impianti
Secondo i progetti originari la stazione avrebbe ricoperto un ruolo di primaria importanza nell'interscambio tra le varie linee e quindi venne dotata di numerosi servizi: il fabbricato viaggiatori, ancora visibile, ospitava la biglietteria, il deposito bagagli, un vano dedicato al capo stazione e sala d'attesa di prima e seconda classe.
Erano presenti tre binari per il servizio passeggeri che si univano poco dopo la stazione, molto probabilmente in quanto dovevano proseguire per Lagonegro. Erano presenti anche altri binari tronchi sia per lo scalo merci, dove è ancora visibile il fabbricato, sia per la rimessa locomotiva. La stazione era anche dotata di un dormitorio per i ferrovieri e di una colonna idraulica.

## Movimento
Sia il traffico passeggeri che merci della stazione era ridotto, visto anche le località attraversate dalla linea: i treni infatti avevano l'unica destinazione presso la stazione di Marsico Nuovo.

## Interscambi
La stazione dispone di:
- Capolinea autolinee